# Ferula korshinskyi
Ferula korshinskyi är en flockblommig växtart som beskrevs av Jevgenij Korovin. Ferula korshinskyi ingår i släktet stinkflokesläktet, och familjen flockblommiga växter. Inga underarter finns listade i Catalogue of Life.